# In the Middle
In the Middle är en låt framförd av The Mamas i Melodifestivalen 2021, skriven av Emily Falvey, Jimmy Jansson och Robin Stjernberg.
Låten som deltog i den fjärde deltävlingen, gick direkt vidare till final. Väl i finalen slutade In the Middle på tredje plats.